# Maria Duval
Maria Carolina Gamba, dite Maria Duval, née le 15 juillet 1937 à Milan et morte le 15 octobre 2021 à Callas, est une voyante française.
Elle est le visage à l'origine de l'arnaque Maria Duval. Elle a acquis une certaine notoriété personnelle avant de devenir le visage public d'une arnaque postale qui a soutiré plus de 200 millions de dollars à un grand nombre de victimes sur une période d'une vingtaine d'années.

## Biographie
À partir de Callas dans le Sud de la France, puis lors de nombreux voyages, Gamba s'est bâtie une réputation de voyante sous le nom de Maria Duval, faisant des consultations et écrivant des chroniques d'astrologie au cours des décennies de 1970 et 1980. Elle est fréquemment apparue dans les médias, jusqu'à la couverture du magazine Vogue Paris. De vieilles coupures de journaux qu'elle a conservé indiquent qu'elle a fréquenté certaines personnes célèbres, mais sa prétention d'avoir retrouvé le chien de Brigitte Bardot a été démentie par cette dernière.
Gamba a un fils, nommé Antoine Palfroy.

## Visage public d'une arnaque postale de grande envergure
Autour de 1995, Gamba a vendu à des hommes d’affaires suisses, qui se sont avérés être un groupe de fraudeurs, les droits commerciaux liés aux activités psychiques de Maria Duval, qui l'ont d'abord utilisé pour vendre des cartes du ciel astrologiques. L'arnaque a rapidement changé d'aspect et pris de l'expansion, les fraudeurs envoyant des lettres à des personnes malades ou âgées leur offrant une consultation par la poste avec Duval au coût de 40 $. La méthode s'est révélée très efficace, la fraude générant plus de 200 millions de dollars de revenus aux fraudeurs. Il semble que Gamba n'ait reçu qu'une petite fraction de cet argent,.
En 2016, le département de la Justice des États-Unis a éliminé la branche nord-américaine de ces opérations frauduleuses.
Gamba a fait plusieurs apparitions publiques au cours des années, y compris une conférence de presse à Moscou en 2008. Elle a quitté Callas à la fin des années 1990 et y est revenue en 2008. Elle y résidait toujours en 2018 lorsque la police française a fouillé sa maison et qu'elle a reçu la visite d'une équipe de journalistes d'enquête de CNN.
D'après son fils, Maria Gamba a subi un accident vasculaire cérébral en 2010 et un diagnostic de démence a été porté en 2013. Elle décède en 2021.